# 波氏瓢蜡蝉属
波氏瓢蜡蝉属（学名：Potaninum）是瓢蜡蝉科下的一个属。

## 下属物种
本属包括以下物种：
- 北方波氏瓢蜡蝉 Potaninum boreale (Melichar, 1902)